# Leotardo II di Parigi
Leotardo II di Parigi (806 – 858 circa) è stato un nobile francese.

## Biografia
Leotardo II era figlio del conte di Parigi Begone e di Alpaïs (figlia dell'Imperatore Luigi il Pio oppure di Carlo Magno).
Succedette a suo zio Gerardo II come conte di Parigi.
Si sposò nell'828 ed ebbe una figlia:
- Engeltrude di Parigi

Morì verso l'858. Gli successe nella carica di conte di Parigi il nipote Adalardo, figlio di sua sorella Susanna di Parigi.